# Елизабет Вюртембергска (1767 – 1790)
Елизабет Вилхелмина Луиза Вюртембергска (на немски: Elisabeth Wilhelmine Louise von Württemberg; * 21 април 1767, Трептов на Рега, Померания; † 18 февруари 1790, Виена, Австрия) е първата съпруга на по-късния император Франц II.

## Живот
Тя е осмото дете на херцог Фридрих Евгений II (1732 – 1797) и съпругата му принцеса Фридерика Доротея фон Бранденбург-Швет (1736 – 1798). Елизабет е сестра на първия крал на Вюртемберг Фридрих I и на руската императрица София Доротея.
Елизабет Вилхелмина се омъжва на 6 януари 1788 г. във Виена за ерцхерцог Франц II (1768 – 1835), последният император на Свещената Римска империя (1792 – 1806) и от 1804 до 1835 г. като Франц I, първият кайзер на Австрия. Франц е син на император Леополд II и племенник на император Йозеф II.

Елизабет ражда преждевременно от 17 до 18 февруари 1790 г. и умира. Тя умира два дена преди император Йозеф II. Погребана е в гробницата Капуцинер, Виена. Франц се жени през 1790 г. за братовчедката си Мария-Тереза Бурбон-Неаполитанска.

## Деца
Елизабет Вилхелмина и Франц имат една дъщеря:
- Луиза Елизабет (18 февруари 1790 във Виена, Австрия – 24 юни 1791 Виена, Австрия), ерцхерцогиня, живее само 16 месеца.